# متحف روكفلر

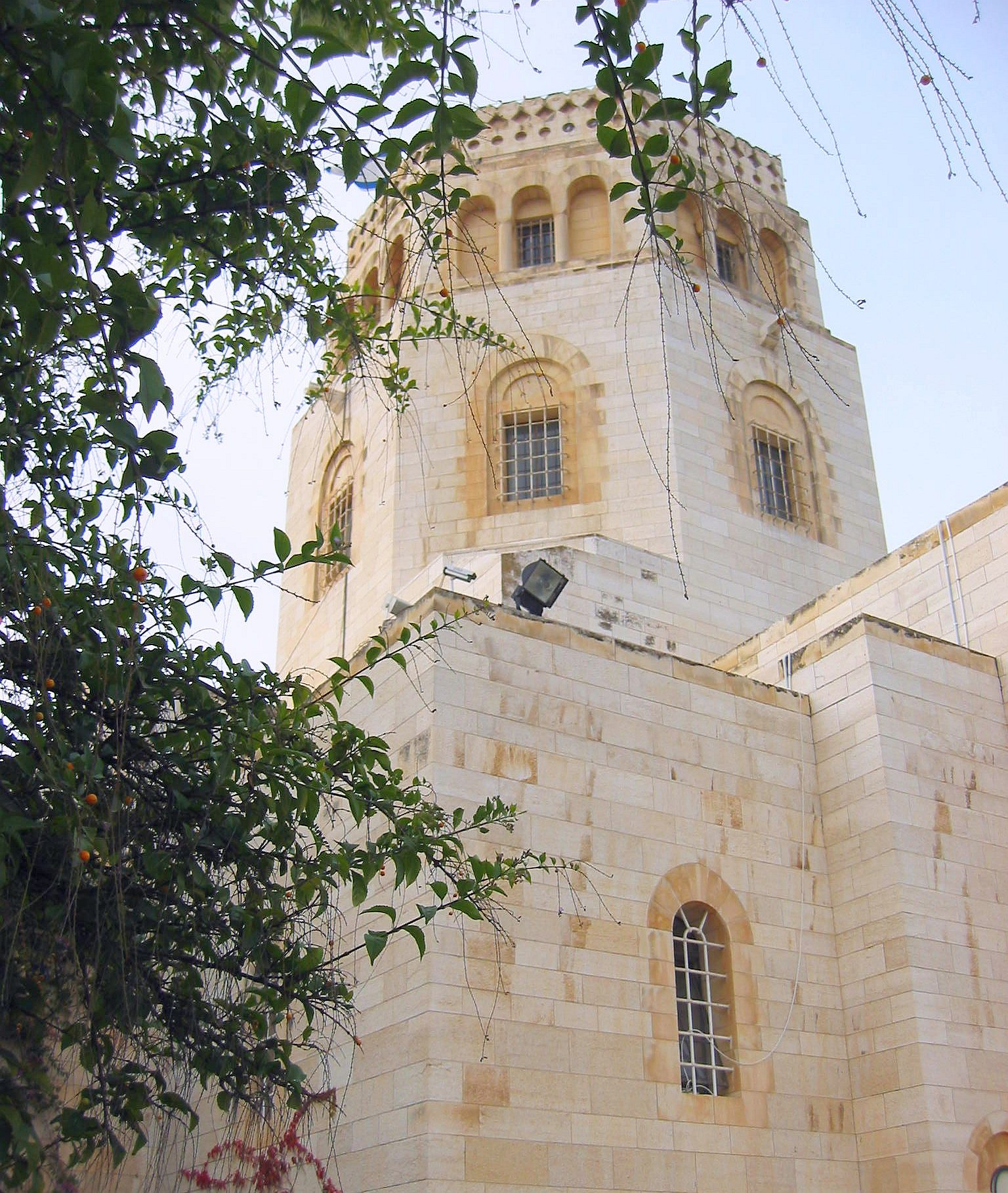
مبنى متحف روكفيلر في القدس.

متحف روكفلر أو متحف فلسطين للآثار هو متحف أثري يقع في القدس الشرقية يضم مجموعة كبيرة من القطع الأثرية المكتشفة من الحفريات التي أجريت في فلسطين في عهد الانتداب البريطاني مابين العشرينيات والثلاثينيات من القرن العشرين. تم افتتاحه في عام 1938 ليكون أحد أقدم متاحف الآثار في الشرق الأوسط. استولت عليه إسرائيل بعد حرب 1967، وهو اليوم تحت إدارة متحف إسرائيل، ويضم مكتب رئيس سلطة الآثار الإسرائيلية.

## تاريخ

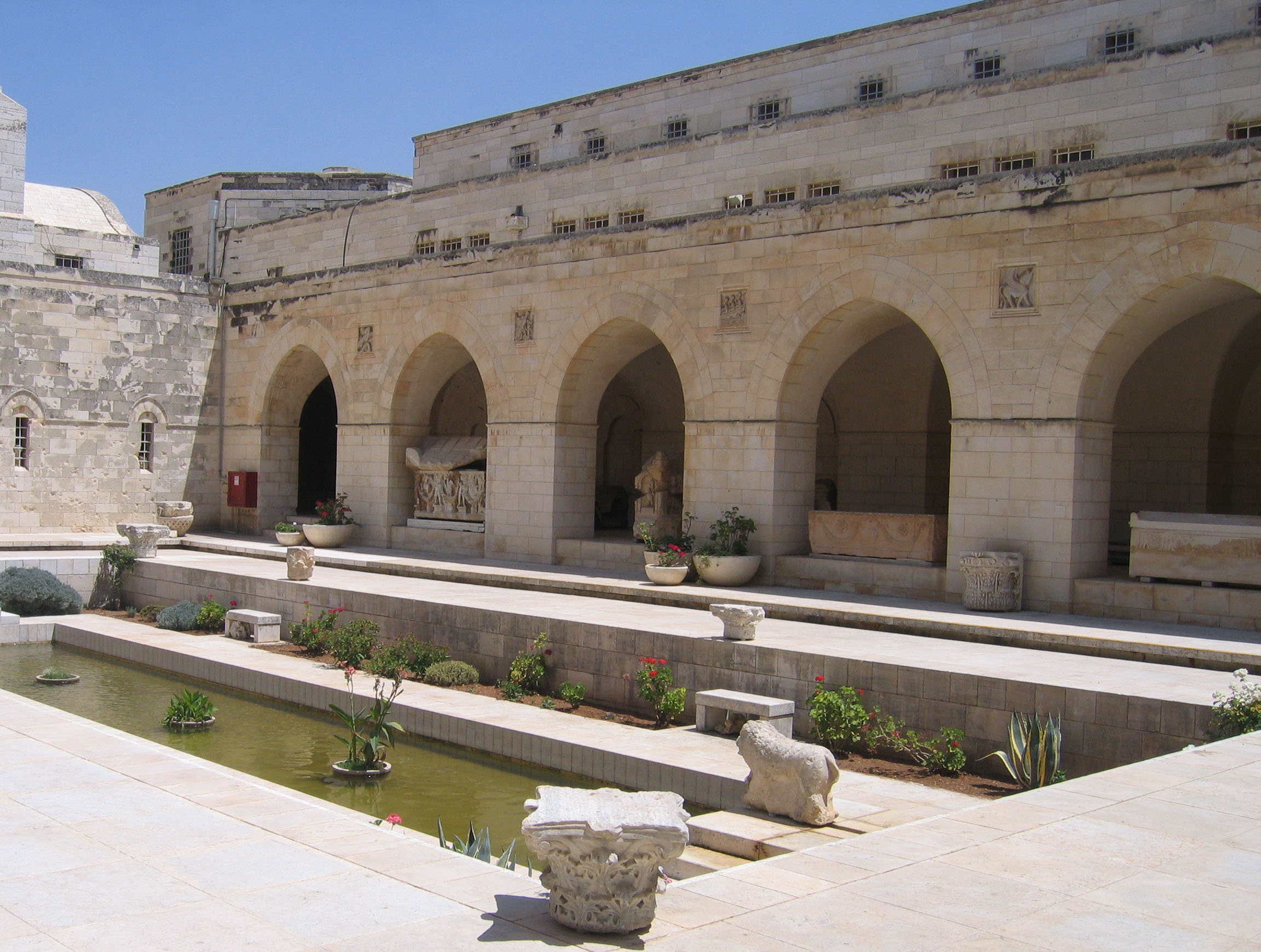
الفناء الداخلي للمتحف.

بني متحف روكفلر على موقع عرف في الفترة العثمانية باسم كرم الشيخ، نسبة إلى الشيخ محمد الخليلي، الذي كان مفتي القدس في القرن السابع عشر. في سنة 1711 بنى عليه مبنى استعمل كمصيفا له، وما زال هذا المبنى قائما حتى اليوم غرب المتحف. في سنة 1919 اختارت حكومة الانتداب هذا المكان لبناء متحف للآثار عليه. لكن عملية البناء لم تتم لعدم توفر المال الكافي لشراء الأرض، حتى استطاع البريطانيون اخيرا اقتناء الموقع في سنة 1930 والبدا في بناء متحف فلسطين للآثار، ليستمر العمل به ثماني سنوات، وهو من تصميم المعمار البريطاني أوستين هاريسون. وقد أصبح بعد حرب 1948 تحت الإدارة الأردنية حتى وقوع النكسة عام 1967، ليصبح تحت إدارة متحف إسرائيل، ويضم اليوم مكتب رئيس سلطة الآثار الإسرائيلية.

## التصميم
يتألف المبنى من طابقين ويعد أحد أوائل المباني التي بُنيت خارج أسوار البلدة القديمة. كما ويشرف هذا المبنى على منظر جميل يحيط بالمبنى، بالإضافة إلى محافظته على الكروم والأشجار التي غرست حوله. استعمل الطابق الأول كمعصرة زيتون، والطابق الثاني للسكن.